# Kick the Bass
Kick the Bass è un singolo del gruppo musicale statunitense Julien-K, pubblicato il 17 febbraio 2009 come quarto estratto dal primo album studio Death to Analog.

## Descrizione
Si tratta di uno dei primi brani composti dal gruppo nel 2004 (una versione demo è stata inclusa nel secondo disco della raccolta Time Capsule: A Future Retrospective), al tempo composto dai soli Ryan Shuck e Amir Derakh.
Dopo poco meno di un mese dalla pubblicazione del singolo, i Julien-K hanno pubblicato un EP digitale contenente 15 remix del brano realizzati da artisti appartenenti alla scena house come Dave Audé e i Z-Listers.

## Tracce
Testi e musiche di Ryan Shuck e Amir Derakh.
CD promozionale (Germania)
1. Kick the Bass (Album Version) – 3:44
2. Kick the Bass (Dave Aude Remix) – 7:51
3. Kick the Bass (Dopamine Remix) – 7:20
4. Kick the Bass (Video Clip) – 3:35

Download digitale
1. Kick the Bass – 3:44
2. Dreamland – 4:06

Download digitale – Kick the Bass Remixes
1. Kick the Bass (Dave Aude Extended Remix) – 7:51
2. Kick the Bass (Dave Aude Club Dub) – 7:15
3. Kick the Bass (Dave Aude Club Instrumental) – 7:51
4. Kick the Bass (Dave Aude Mixshow) – 5:57
5. Kick the Bass (Dave Aude Radio Edit) – 3:39
6. Kick the Bass (Stupid Fresh SupaGroove Remix) – 5:37
7. Kick the Bass (Dopamine Remix) – 7:20
8. Kick the Bass (Z-Listers Remix) – 6:56
9. Kick the Bass (Z-Listers Dub) – 6:56
10. Kick the Bass (DJ Escape and Johnny Vicious Remix) – 6:35
11. Kick the Bass (DJ Escape and Johnny Vicious Dub) – 6:35
12. Kick the Bass (DJ Escape and Johnny Vicious Instrumental) – 6:29
13. Kick the Bass (Virgin Tears & Fu - Kick the Freebass Remix) – 6:36
14. Kick the Bass (Derek K & Boycott Club Mix) – 7:59
15. Kick the Bass (Derek K & Boycott Club Mix Instrumental) – 7:56

## Formazione
Gruppo
- Ryan Shuck – voce, chitarra, sintetizzatore, programmazione
- Amir Derakh – programmazione, sintetizzatore, chitarra
- Brandon Belsky – tastiera, voce
- Anthony "Fu" Valcic – tastiera, programmazione
- Elias Andra – batteria, voce

Altri musicisti
- Brian Spangenberg – basso aggiuntivo

Produzione
- Julien-K – produzione
- Chester Bennington – produzione esecutiva
- Amir Derakh, Brandon Belsky, Anthony "Fu" Valcic – registrazione
- Tim Palmer – missaggio
- Jamie Seyberth – assistenza tecnica
- Mark Kiczula – ingegneria Pro Tools aggiuntiva
- Ted Jensen – mastering